# Episodi di Longmire (terza stagione)
La terza stagione della serie televisiva Longmire è stata trasmessa sul canale statunitense A&E dal 2 giugno al 4 agosto 2014.
In Italia la stagione è andata in onda in prima assoluta su TOP Crime dal 26 dicembre 2014 al 23 gennaio 2015.
| nº | Titolo originale          | Titolo italiano      | Prima TV USA   | Prima TV Italia  |
| -- | ------------------------- | -------------------- | -------------- | ---------------- |
| 1  | The White Warrior         | Il guerriero bianco  | 2 giugno 2014  | 26 dicembre 2014 |
| 2  | Of Children and Travelers | Cattive ragazze      | 9 giugno 2014  | 26 dicembre 2014 |
| 3  | Miss Cheyenne             | Miss Cheyenne        | 16 giugno 2014 | 2 gennaio 2015   |
| 4  | In the Pines              | Nei boschi           | 23 giugno 2014 | 2 gennaio 2015   |
| 5  | Wanted man                | Ricercato            | 30 giugno 2014 | 9 gennaio 2015   |
| 6  | Reports of my death       | Voci sulla mia morte | 7 luglio 2014  | 9 gennaio 2015   |
| 7  | Population 25             | La setta             | 14 luglio 2014 | 16 gennaio 2015  |
| 8  | Harvest                   | Il raccolto          | 21 luglio 2014 | 16 gennaio 2015  |
| 9  | Counting coup             | Le tre stoccate      | 28 luglio 2014 | 23 gennaio 2015  |
| 10 | Ashes to ashes            | Cenere alla cenere   | 4 agosto 2014  | 23 gennaio 2015  |

## Il guerriero bianco
- Titolo originale: The White Warrior
- Diretto da: Christopher Chulack
- Scritto da: Hunt Baldwin, John Coveny

### Trama
Walt presta le prime cure a Branch e lo trasporta in un pronto soccorso indiano, da dove viene poi trasferito in ospedale. Durante l'operazione il chirurgo trova una piuma intrisa di peyote all'interno delle ferite dello sceriffo. Ripresosi, Branch racconta delle minacce di Nighthorse a seguito delle sue intenzioni di prelevare le ceneri di Ridges. Tornato sulla scena del crimine con Ferg, Longmire trova Mathias a ostacolarlo nelle indagini. Intanto Henry viene trasferito in carcere dove scopre di non potersi permettere di pagare un avvocato, dato che Deena è scappata con quasi tutti i suoi soldi. Giunta nella vicina contea in cui Walt aveva lasciato Hector, Victoria scopre che il nativo è fuggito.
- Ascolti Stati Uniti: telespettatori 3 862 000[2]

## Cattive ragazze
- Titolo originale: Of Children and Travelers
- Diretto da: J. Michael Muro
- Scritto da: Tony Tost

### Trama
Henry se la passa sempre peggio in carcere e Malachi, predecessore di Mathias finito dietro le sbarre per mano di Walt, chiede a Longmire di agevolare il proprio rilascio in cambio della vita dell'amico. Lo sceriffo ed i suoi colleghi si alternano al Red Pony mentre indagano sulla morte di una difficile adolescente di origine russa scappata di casa.
- Ascolti Stati Uniti: telespettatori 3 599 000[3]

## Miss Cheyenne
- Titolo originale: Miss Cheyenne
- Diretto da: James Hayman
- Scritto da: Sarah Nicole Jones

### Trama
Mentre sostituisce Henry come giudice del concorso di Miss Cheyenne, Walt viene richiamato in servizio per il ritrovamento del cadavere di un medico in un capanno isolato. Oltre che in ospedale, la vittima svolgeva il proprio lavoro anche nelle cliniche indiane ma tra i nativi non tutti lo accettavano, memori di un pregiudizio secondo il quale i medici bianchi sterilizzavano le donne a loro insaputa. Assunta la difesa di Henry, Cady cerca di ottenere per lui la libertà su cauzione.
- Ascolti Stati Uniti: telespettatori 3 576 000[4]

## Nei boschi
- Titolo originale: In the Pines
- Diretto da: Gwyneth Horder-Payton
- Scritto da: Hunt Baldwin, John Coveny

### Trama
Durante un corso di sopravvivenza il capo spedizione viene assassinato. Mentre sono ancora in corso le ricerche degli altri partecipanti sparsi nel bosco, i primi sospetti si concentrano subito su uno di loro, considerato da molti un sociopatico. Mentre Henry ha potuto tornare al Red Pony in libertà vigilata, Branch continua le sue indagini private per dimostrare che David Ridges potrebbe essere ancora vivo. Una foto fatta recapitare a Sean, il marito di Victoria, fa pensare che Ed Gorski sia tornato.
- Ascolti Stati Uniti: telespettatori 3 507 000[5]

## Ricercato
- Titolo originale: Wanted Man
- Diretto da: Peter Weller
- Scritto da: Tony Tost

### Trama
Dopo aver testimoniato contro la scarcerazione di Malachi, Longmire si prende un giorno di ferie per interrogare alcune vecchie conoscenze che potrebbero essere i mandanti dell'assassinio di sua moglie. Nel suo giro si fa affiancare da Lucian Connally. Nel suo giorno libero Branch sequestra lo spacciatore di David Ridges con l'aiuto di Travis Murphy. Dopo l'infruttuoso interrogatorio, i due drogano il nativo con un tè al peyote per rendere poco credibile la conseguente denuncia. L'uomo riesce però a ricordare la presenza di Travis e a riferirlo a Mathias, che passa il caso a Victoria.
- Ascolti Stati Uniti: telespettatori 3 234 000[6]

## Voci sulla mia morte
- Titolo originale: Reports of My Death
- Diretto da: Christopher Chulack
- Scritto da: Sarah Nicole Jones

### Trama
Dopo che Hector è stato assassinato da Ridges e Malachi è uscito di prigione, Henry non accetta più di restare confinato nel suo bar ed inizia ad indagare da solo. Walt riconosce in un senzatetto morto nel parco antistante il suo ufficio Welles Van Blarcom, componente di una ricca famiglia del luogo scomparso da molti anni. Parallelamente alle indagini sul suo omicidio, Longmire deve inoltre riuscire a confermare l'identità dell'uomo, dal momento che un'altra persona sostiene di essere il vero Welles.
- Ascolti Stati Uniti: telespettatori 3 379 000[7]

## La setta
- Titolo originale: Population 25
- Diretto da: Michael Offer
- Scritto da: Hunt Baldwin, John Coveny

### Trama
Il weekend romantico di Victoria e Sean finisce ancora prima di cominciare quando un orso sulla strada provoca un incidente a seguito del quale l'uomo rimane ferito. La Moretti si allontana per cercare aiuto e poco dopo il marito vede passare Ed Gorski. Temendo che lo stalker abbia rapito la moglie, Sean chiama Walt, ma quando lo sceriffo arriva sul posto trova solo l'ex poliziotto. Longmire capisce che Victoria è entrata nella proprietà di Chance Gilbert, un survivalista che con lui ha un conto in sospeso dopo che Walt ne ha ucciso il fratello. Gorski e lo sceriffo uniscono le forze per salvare Sean e Vic.
- Altri interpreti: Peter Stormare (Chance Gilbert)
- Ascolti Stati Uniti: telespettatori 3 583 000[8]

## Il raccolto
- Titolo originale: Harvest
- Diretto da: J. Michael Muro
- Scritto da: Tony Tost

### Trama
Vinto il duello con Gilbert, Longmire torna al suo lavoro e anche Victoria fa lo stesso, nonostante il sequestro abbia lasciato su di lei ferite fisiche e psichiche, che si ripercuotono anche sul suo matrimonio: Sean infatti le impone di abbandonare il suo lavoro. Mentre Walt indaga sulla morte di un agricoltore stritolato dai debiti nei confronti del suo locatore, a Denver Cady e Branch cercano l'uomo di Malachi fotografato da Henry.
- Ascolti Stati Uniti: telespettatori 3 333 000[9]

## Le tre stoccate
- Titolo originale: Counting Coup
- Diretto da: T.J. Scott
- Scritto da: Sarah Nicole Jones

### Trama
Victoria ha raccontato a Walt ciò che le ha detto Cady a proposito del viaggio a Denver. I due temono che Branch sia impazzito, ma è per loro impossibile rintracciarlo. Il vicesceriffo intanto incontra David Ridges su un ponte, dove il nativo gli elenca le tre volte in cui ha avuto la possibilità di ucciderlo e che la prossima si prenderà la sua vita. Tornato in ufficio, Connally aggredisce Victoria al termine di un'accesa discussione, inducendo Longmire e Ferg a rinchiuderlo in cella. Convinta da Branch, la Moretti va a perquisire l'auto lasciata sul ponte da Ridges, all'interno della quale trova un telefono con molte chiamate fatte a Nighthorse. In assenza di Walt, Barlow Connally minaccia Ferg per ottenere il rilascio del figlio. Intanto Sean ha fatto pervenire a Longmire una richiesta di divorzio, obbligando lo sceriffo nella sua veste di pubblico ufficiale a doverla notificare lui stesso a Victoria.
- Ascolti Stati Uniti: telespettatori 3 429 000[10]

## Cenere alla cenere
- Titolo originale: Ashes to Ashes
- Diretto da: Michael Offer
- Scritto da: Hunt Baldwin, John Coveny

### Trama
Ucciso Ridges, Longmire torna in città con il cadavere e Branch ma impedisce al vicesceriffo di seguirlo in sede, sospendendolo dal suo incarico. Walt affronta quindi Nighthorse, ritenendo che l'agguato vicino alla roulotte della guaritrice sia stato orchestrato dall'imprenditore, ma il nativo ha pronta una prova a suo favore. Mentre Branch comincia ad interessarsi alle attività di famiglia, Cady e il suo amico avvocato devono fronteggiare l'aggressiva strategia dell'accusa che ha ottenuto l'anticipazione del processo. Dall'analisi della documentazione relativa alle indagini contro Henry, i due scoprono che la prima richiesta di perquisizione del Red Pony verteva sulla ricerca di penne d'uccello.
- Ascolti Stati Uniti: telespettatori 3 677 000[11]